# Do I Wanna Know?
«Do I Wanna Know?» es una canción de la banda británica de indie rock, Arctic Monkeys de su quinto álbum, AM. La canción fue lanzada como sencillo el 19 de junio de 2013 junto con un video musical, y está disponible para descarga digital vía iTunes. Una edición en vinilo de 7" fue lanzada el 22 de julio de 2013, con un lado B llamado "2013".
La canción fue tocada por primera vez en vivo el 22 de mayo de 2013 en un recital en Ventura, California, en el primer concierto de Arctic Monkeys del AM Tour. Durante el tour, «Do I Wanna Know?» fue tocada como la primera canción. En el Reino Unido, «Do I Wanna Know?» llegó al número 11 en la lista de sencillos del Reino Unido, siendo el sencillo que llegó más alto en las listas de la banda desde "Fluorescent Adolescent" en 2007.

## Composición
En términos tanto líricos como estéticos, «Do I Wanna Know?» retoma donde dejó el sencillo de 2012 de la banda «R U Mine?». Los riffs de guitarra son muy similares, pero la canción tiene un ritmo más lento. La pista continúa teniendo el mismo sonido pesado y roquero de su anterior álbum Suck It and See. La canción está en sol menor. En concierto, el cantante y guitarrista Alex Turner usa una guitarra eléctrica de 12 cuerdas Vox.

## Vídeo musical

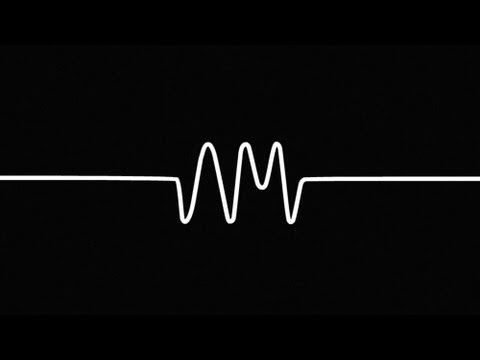
Símbolo de Arctic Monkeys presentado por primera vez junto al sencillo Do I Wanna Know?

El vídeo musical de «Do I Wanna Know?», fue dirigido por David Wilson con la agencia de animación Blinkink, fue lanzado por primera vez en YouTube el 19 de junio de 2013. Comienza con un fondo negro y visuales simples de ondas de sonido en sincronía de la voz del vocalista de la banda Alex Turner e ilustran el ritmo de la canción. A continuación se convierte en animaciones rápidas y a todo color de mujeres (incluyendo la mujer que aparece en la portada del sencillo), carreras de autos, pájaros, peces, y otros. A partir del 27 de julio de 2013, el vídeo ha sido visto en YouTube más de 1500 
millones de veces. El clip recibió una nominación a un premio MTV Video Music Award 2014 en la categoría Mejor video de rock.

## Lista de canciones
| Descarga digital |                    |          |  |
| N.º              | Título             | Duración |  |
| 1.               | «Do I Wanna Know?» | 4:33     |  |

| Sencillo de 7" |                    |          |  |
| N.º            | Título             | Duración |  |
| 1.             | «Do I Wanna Know?» | 4:33     |  |
| 2.             | «2013»             | 2:26     |  |

## Personal
- Letras por Alex Turner, música por Arctic Monkeys.

- Do I Wanna Know?: producido por James Ford y Ross Orton.
- 2013: Producido por James Ford. Coproducido por Ross Orton.

- Alex Turner – voz principal, guitarra de 12 cuerdas en Do I Wanna Know?
- Jamie Cook – guitarra
- Nick O'Malley – bajo, voz
- Matt Helders - batería, voz
- James Ford - teclado en 2013

- Ingeniería por Ian Shea
- Grabado en Sage & Sound Recording, Los Ángeles y Rancho de la Luna, Joshua Tree, California.
- Mezclado por Tchad Blake en Full Mongrel Studios, Gales.
- Mastizado por Brian Lucey en Magic Garden Mastering.

Notas del personal en la portada del vinilo de Do I Wanna Know?

## Posicionamiento en listas y certificaciones
A pesar de haber sido un lanzamiento venta al aire, la canción entró en las listas de sencillos del Reino Unido en el número 11, siendo el sencillo que llegó más alto en las listas de UK Singles desde The Killers en 2007. En la siguiente semana llegó al número 18 y siguiendo una interpretación en el Festival de Glastonbury 2013, bajó al 19 el 13 de julio.
En los Estados Unidos, la canción fue la primera de la banda de rock alternativo en ingresar a la lista Billboard Hot 100 llegando a ocupar el número 70. A su vez, es la primera en liderar la lista del Alternative Songs permaneciendo 10 semanas en la máxima posición. También llegó a varias listas de otros países.

### Listas semanales
| Lista (2013–14)                             | Mejor posición |
| ------------------------------------------- | -------------- |
| Australia (ARIA)                            | 37             |
| Bélgica (Flandes) (Ultratop 50)             | 33             |
| Bélgica (Valonia) (Ultratip Bubbling Under) | 33             |
| Canadá (Hot 100)                            | 48             |
| Escocia (Official Charts Company)           | 12             |
| Estados Unidos (Billboard Hot 100)          | 70             |
| Estados Unidos (Alternative Songs)          | 1              |
| Estados Unidos (Mainstream Rock Songs)      | 21             |
| Estados Unidos (Rock Songs)                 | 10             |
| Francia (SNEP)                              | 45             |
| Irlanda (IRMA)                              | 14             |
| Israel (Media Forest)                       | 10             |
| Países Bajos (Mega Single Top 100)          | 62             |
| Reino Unido (UK Singles Chart)              | 11             |
| Reino Unido (UK Indie Chart)                | 2              |
| Suiza (Schweizer Hitparade)                 | 66             |

### Certificaciones
| País        | Organismo certificador | Certificación    | Ventas  |
| ----------- | ---------------------- | ---------------- | ------- |
| Australia   | ARIA                   | Platino          | 70 000  |
| México      | AMPROFON               | 2× Platino + Oro | 150,000 |
| Reino Unido | BPI                    | Oro              | 400 000 |

#### Sucesión en listas
| Anterior: «Come a Little Closer» de Cage the Elephant | Alternative Songs — Sencillo N.º 1 1 de febrero de 2014-12 de abril de 2014 | Siguiente: «Come with Me Now» de KONGOS |